# ホニス・トーヘス
- ロニス・トーレス

ホニス・トーヘス（Ronys Torres、1986年8月13日 - ）は、ブラジルの男性総合格闘家。アマゾナス州マナカプル出身。ノヴァウニオン所属。ブラジリアン柔術黒帯。現修斗南米大陸ウェルター級王者。
打・投・極のバランスが取れたオールラウンダー。UFC日本語版サイトではロニーズ・トーレスとも表記されていた。

## 来歴
2008年4月7日、Hero's The Jungle 2にてアドリアーノ・マルチンスと対戦し、パンチによるTKO勝ちを収めた。
2008年7月12日、Jungle Fightにてルイス・アゼレードと対戦し、キムラロックで一本勝ちを収めた。
2010年2月6日、UFC 109でUFC初参戦。メルヴィン・ギラードと対戦しテイクダウンで優勢に立ったものの、0-3の判定負けを喫した。判定の内容に会場ではブーイングが起こった。
2010年3月31日、UFC Fight Night: Florian vs. Gomiでジェイコブ・ヴォルクマンと対戦し、1-2の判定負け。UFC2連敗となりUFCからリリースされた。
2010年9月9日、Amazon Show Combatでアドリアーノ・マルチンスと2年5か月ぶりに再戦し、0-3の判定負けを喫した。

## 戦績
| 総合格闘技 戦績 | 総合格闘技 戦績 | 総合格闘技 戦績 | 総合格闘技 戦績 | 総合格闘技 戦績 | 総合格闘技 戦績 | 総合格闘技 戦績 |
| --------------- | --------------- | --------------- | --------------- | --------------- | --------------- | --------------- |
| 40 試合         | (T)KO           | 一本            | 判定            | その他          | 引き分け        | 無効試合        |
| 35 勝           | 10              | 18              | 7               | 0               | 0               | 0               |
| 5 敗            | 1               | 0               | 4               | 0               | 0               | 0               |

| 勝敗 | 対戦相手                     | 試合結果                    | 大会名                                                          | 開催年月日     |
| ○    | ヴァウラス・ロペス           | 1R 2:58 キムラロック        | Shooto Brazil 60 【修斗南米大陸ウェルター級チャンピオンシップ】 | 2015年12月5日  |
| ○    | ベニート・タバレス           | 5分3R終了 判定3-0           | Shooto Brazil 54                                                | 2015年5月17日  |
| ○    | ジェラウド・フェホ           | 5分3R終了 判定3-0           | Shooto Brazil 40 【修斗南米大陸ウェルター級チャンピオンシップ】 | 2013年6月23日  |
| ×    | アドリアーノ・マルチンス     | 5分3R終了 判定0-3           | Amazon Show Combat                                              | 2010年9月9日   |
| ×    | ジェイコブ・ヴォルクマン     | 5分3R終了 判定1-2           | UFC Fight Night: Florian vs. Gomi                               | 2010年3月31日  |
| ×    | メルヴィン・ギラード         | 5分3R終了 判定0-3           | UFC 109: Relentless                                             | 2010年2月6日   |
| ○    | エリエーニ・シウバ           | 1R 1:50 腕ひしぎ十字固め    | Jungle Fight 11                                                 | 2008年9月13日  |
| ○    | ルイス・アゼレード           | 1R 4:34 キムラロック        | Jungle Fight 10                                                 | 2008年7月12日  |
| ○    | フランシェネイ・ファリアンゾ | 2R 腕ひしぎ十字固め         | Jungle Fight 9: Warriors                                        | 2008年5月31日  |
| ○    | アドリアーノ・マルチンス     | 2R TKO（パンチ連打）        | Hero's The Jungle 2                                             | 2008年4月7日   |
| ○    | マルコス・ドス・サントス     | 1R 2:12 チョークスリーパー  | Roraima Combat 4                                                | 2008年3月9日   |
| ○    | ジョルジ・ブリート           | 5分3R終了 判定3-0           | EcoPride GP                                                     | 2007年11月10日 |
| ○    | ホブソン・シスコ             | 1R ギブアップ（パンチ連打） | EcoPride GP                                                     | 2007年11月10日 |
| ○    | マルコス・マシエウ           | 1R 2:10 TKO（パンチ連打）   | Shooto Brazil 4                                                 | 2007年10月27日 |
| ×    | ホドリゴ・ルイス             | 1R 0:20 TKO（パンチ連打）   | Cassino Fight 4                                                 | 2007年9月15日  |
| ○    | キム・ウォンス               | 1R TKO（ドクターストップ）  | Shooto Brazil 3: The Evolution                                  | 2007年7月7日   |
| ○    | ディエゴ・ブランダオン       | 2R TKO                      | Cassino Fight 3                                                 | 2007年4月21日  |
| ○    | ホドリゴ・フレイタス         | 1R 4:05 腕ひしぎ十字固め    | Shooto Brazil 2                                                 | 2007年3月24日  |
| ○    | レオナルド・カルバーリョ     | 2R 1:50 キムラロック        | Shooto Brazil 1: The Return                                     | 2006年12月3日  |
| ○    | ニウソン・ペレイラ           | 5分3R終了 判定3-0           | Sul Fight Championship 2                                        | 2006年11月4日  |
| ○    | ヴァリッジ                   | 1R 3:45 KO                  | Cidade-de-Deus Fight                                            | 2006年6月17日  |

## 獲得タイトル
- 第5代修斗南米大陸ウェルター級王座（2013年）